# 高橋直樹 (作家)
高橋 直樹（たかはし なおき、1960年3月22日 - ）は、日本の小説家。

## 来歴
東京都出身。國學院大學文学部卒業。髙橋 直樹名義もある。

## 受賞歴
- 1992年 「尼子悲話」で第72回オール讀物新人賞を受賞[1]。
- 1994年 「悲刃」で第1回松本清張賞候補[2]。
- 同年 作品集「闇の松明」で第8回山本周五郎賞候補[3]。
- 1995年 「異形の寵児」で第114回直木賞候補[4]。
- 1997年 「鎌倉擾乱」で第5回中山義秀文学賞を受賞[5]。

## 作品一覧
- 闇の松明 （文藝春秋） 1994.7 のち文庫 - 「尼子悲話」「闇の松明」「悲刃」「闇に奔る」収録
- 最後の総領・松平次郎三郎 （講談社） 1995.2 『若獅子家康』文庫
- 亀田大隅 最後の戦国武将 （講談社） 1995.10
- 黒い風雲児 （新人物往来社） 1996.4 『宇喜多直家』（学陽書房〈学陽書房人物文庫〉）
- 鎌倉擾乱 （文藝春秋） 1996.7  のち文庫 - 「非命に斃る」「異形の寵児」「北条高時の最期」収録
- 日輪を狙う者 （中央公論社） 1996.8  のち文庫
- 戦国啾啾 （新人物往来社） 1996.11 - 「雲の宴」「死に際」「織田七兵衛」「約束」「池鯉鮒の刃傷」収録
- 天魔信長 （講談社） 1997.4
- 山中鹿之介 （文藝春秋） 1997.11  のち文庫
- 鬼哭死譚 （中央公論社） 1998.4 - 「一番槍」「狂女」「最後のはぐれ山賊」「命懸け」収録
- 大友二階崩れ （文藝春秋） 1998.8 『戦国繚乱』文庫 - 「城井一族の殉節」「大友二階崩れ」「不識庵謙信の影」収録
- 虚空伝説 （講談社） 1998.12　『虚空伝説 餓鬼草子の章』（祥伝社）〈Non novel〉　『虚空伝説 餓鬼草子の剣』（祥伝社文庫）
- 絹の筵旗 爆裂・正義なき上州一揆 （祥伝社） 1999.7
- 虚空伝説 屍黒篇 （実業之日本社） 1999.11
- 虚空伝説 童鬼の章 （祥伝社） 2000.9 〈Non novel〉 『童鬼の剣 虚空伝説』文庫
- 野獣めざむる 2000.11 （祥伝社文庫）
- 異形武夫 （新潮社） 2001.4 - 「葛の楠木」「われ、白鳥の皇子とならん」「悪名」収録
- 湖賊の風 （講談社） 2001.8  のち文庫
- 虚空伝説 青般若の章 （祥伝社） 2001.11 〈Non novel〉 『鬼愁の剣 虚空伝説』文庫
- 裏返しお旦那博徒 （文藝春秋） 2001.12
- 平将門 射止めよ、武者の天下 （角川春樹事務所） 2002.11 『平将門 - 黎明の武者(つわもの)』文庫
- 霊鬼頼朝 （文藝春秋） 2004.10  のち文庫 - 「無明の将軍」「平家の封印」「奥羽の風塵」「源太の産衣」収録
- 天皇の刺客 （文藝春秋） 2006.4  『曾我兄弟の密命 天皇の刺客』文庫
- 悪党重源 中世を創った男 （文藝春秋） 2010.10
- 小説 平清盛 （潮出版社） 2011.11
- 源氏の流儀 源義朝伝 （文春文庫） 2012.3
- 軍師 黒田官兵衛 （潮出版社） 2013.11
- 真田幸村と後藤又兵衛 （PHP文庫） 2014.12
- 五代友厚 蒼海を越えた異端児 （潮文庫） 2015.9
- 直虎 乱世に咲いた紅き花（潮文庫） 2016.11
- 駿風の人（潮文庫） 2019.6
- 西郷隆盛 荒天に立つ山の如く（潮文庫） 2019.6
- 北条義時 我、鎌倉にて天運を待つ（潮文庫） 2021.12
- 倭寇 わが天地は外海にあり（潮文庫） 2024.1
- 蔦屋重三郎 浮世を穿つ「眼」をもつ男（潮文庫） 2024.11